# Frederick Delius
Œuvres principales
- Sea Drift
- Appalachia
- Brigg Fair
- Song of the High Hills
- A Village Romeo and Juliet

Frederick Delius [ˈdiːliəs], CH (né le 29 janvier 1862 à Bradford dans le nord de l'Angleterre - mort le 10 juin 1934 à Grez-sur-Loing, France) est un compositeur post-romantique britannique. Né dans une famille marchande prospère d'origine allemande, il n'a pas suivi la voie souhaitée par ses parents dans le commerce. Il fut envoyé en Floride aux États-Unis en 1884 pour y gérer une plantation d'orangers. Ne s'intéressant guère à ses devoirs d'administrateur, il retourna rapidement en Europe à peine deux ans plus tard en 1886. Au contact de la musique afro-américaine lors de ce court séjour en Floride, il se prit à composer. Après une brève période d'études musicales en Allemagne commencées dès son retour en 1886, il se lança dans une carrière de compositeur en France, à Paris puis à Grez-sur-Loing. Il affectionnait ce dernier lieu et s'y établit avec sa femme Jelka jusqu'à la fin de sa vie, excepté durant la Première Guerre mondiale.
Delius connut ses premiers succès en Allemagne, où Hans Haym et d'autres chefs d'orchestre avaient fait connaître sa musique à partir de la fin des années 1880. Dans la Grande-Bretagne natale de Delius, ce n'est qu'en 1907 que sa musique commença à être régulièrement jouée lors de concerts, après que Thomas Beecham l'eut adoptée. Beecham dirigea la grande première de A Mass of Life à Londres en 1909 (il en avait créé la Part II en Allemagne en 1908) ; il mit en scène l'opéra A Village Romeo and Juliet au Covent Garden en 1910 ; il monta un festival de six jours consacré à Delius à Londres en 1929, et il grava plusieurs enregistrements des œuvres de Delius. Après 1918, Delius commença à souffrir des effets de la syphilis, contractée durant ses jeunes années à Paris. Paralysé et aveugle, il parvint à achever certaines de ses dernières pièces entre 1928 et 1932 avec l'aide d'un copiste, Eric Fenby.
Le lyrisme de Delius dans ses premières compositions reflète à la fois la musique qu'il avait entendue en Amérique et l'influence de compositeurs européens comme Edvard Grieg et Richard Wagner. À mesure que ses compétences mûrissaient, il développa un style unique, caractérisé par son orchestration particulière et son utilisation de l’harmonie chromatique. La musique de Delius n'a été populaire que par intermittence et a souvent été l'objet de critiques. La Delius Society, créée en 1962 par ses partisans les plus dévoués, continue à promouvoir la connaissance de la vie et l'œuvre du compositeur et parraine le concours annuel du Prix Delius pour les jeunes musiciens.

## Biographie

### Enfance

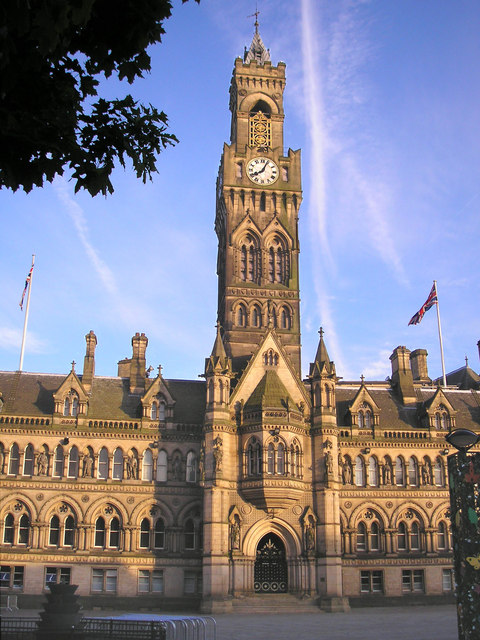
La Mairie victorienne de Bradford (Yorkshire), la ville où Delius est né et a grandi.

Delius est né à Bradford dans le Yorkshire. Il fut baptisé Fritz Theodore Albert Delius et utilisa le prénom Fritz jusqu'à l'âge de quarante ans. Il était le deuxième de quatre garçons (il avait également dix sœurs) nés de Julius Delius (1822–1901) et d'Elise Pauline, née Krönig (1838–1929). Les parents de Delius étaient nés à Bielefeld, Westphalie, et étaient d'origine hollandaise. Le père de Julius, Ernst Friedrich Delius, avait servi sous Blücher durant les guerres napoléoniennes. Julius déménagea en Angleterre pour poursuivre sa carrière de marchand de laine et fut naturalisé britannique en 1850. Il se maria avec Elise en 1856.
La famille Delius aimait la musique, des musiciens renommés comme Joseph Joachim et Carlo Alfredo Piatti étaient invités et jouaient pour eux. Malgré son ascendance allemande, le jeune Fritz était attiré par la musique de Chopin et de Grieg plutôt que par la musique austro-allemande de Mozart et Beethoven, une préférence qu'il garda toute sa vie. Le jeune Delius reçut d'abord des cours de violon de Bauerkeller de l’Hallé Orchestra, puis des cours avancés avec George Haddock de Leeds. Bien qu'il ait atteint un niveau assez élevé au violon pour pouvoir donner des cours de cet instrument dans les années futures, sa joie musicale était d'improviser au piano et c'est une pièce pour piano, une valse de Chopin, qui lui donna son premier contact extatique avec la musique,. De 1874 à 1878, Delius fut scolarisé à la Bradford Grammar School (en), où le chanteur John Coates (en), un peu plus âgé, étudiait aussi. Il étudia ensuite à l’International College (en) à Isleworth entre 1878 et 1880. En tant qu'élève, il n'était pas particulièrement rapide ou assidu, mais l'école était idéalement située à proximité de Londres, pour que Delius puisse assister à des concerts et à des opéras.
Julius Delius considérait que son fils prendrait part au commerce familial et les trois années suivantes, il essaya de le persuader de travailler avec lui. Le premier travail de Delius fut comme représentant de l'entreprise à Stroud dans le Gloucestershire, poste où il réussit assez bien. Après avoir été envoyé dans la même fonction à Chemnitz, il négligea ses devoirs pour visiter les principaux centres musicaux d'Allemagne et pour étudier avec Hans Sitt. Son père l'envoya ensuite en Suède où il fit passer une nouvelle fois ses intérêts artistiques avant ses devoirs professionnels, sous l'influence des dramaturges norvégiens Henrik Ibsen et Gunnar Heiberg. La dénonciation par Ibsen des conventions sociales éloigna encore plus Delius de sa formation commerciale. Delius fut ensuite envoyé comme représentant en France, mais il s'absentait régulièrement de son travail pour des excursions sur la Côte d'Azur. Après cela, Julius Delius reconnut qu'il n'y avait aucune chance que son fils réussisse dans l'entreprise familiale, mais il resta opposé à une carrière musicale et l'envoya aux États-Unis pour gérer une plantation d'orangers.

### Floride

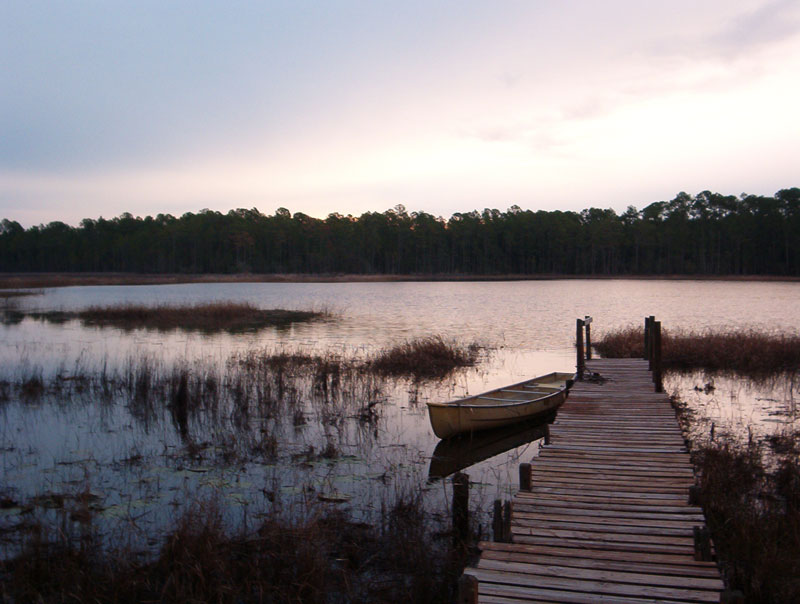
Le fleuve Saint Johns en Floride, près de Solano Grove – –, où Delius, inspiré par la musique des plantations, écrit plusieurs de ses premières œuvres.

On ne sait pas si l’idée du voyage aux États-Unis est celle de Julius ou celle de son fils. Une importante société immobilière en Floride avait des ramifications dans plusieurs villes anglaises, y compris à Bradford. Dans un article sur le séjour de Delius en Floride, William Randel émet l'hypothèse que Julius Delius avait visité le bureau de Bradford et conçu l'idée d'envoyer son fils rétif faire pousser des oranges en Floride, ou que Fritz lui-même y vit un moyen pour échapper à l'abhorré commerce familial de la laine et suggéra l'idée à son père. Delius resta en Floride du printemps 1884 à l'automne 1885, vivant dans la plantation de Solano Grove sur le fleuve Saint Johns, à environ 55 kilomètres au sud de Jacksonville. Il continua à se plonger dans la musique et à Jacksonville il rencontra Thomas Ward qui lui enseigna le contrepoint et la composition. Delius dira plus tard que l'enseignement de Ward fut la seule instruction musicale utile qu'il ait jamais eue.
Delius aima par la suite représenter sa maison à Solano Grove comme une « hutte », mais c'était un cottage de quatre chambres avec suffisamment de place pour accueillir des invités. Ward y séjournait parfois, ainsi qu'un ancien ami de Bradford, Charles Douglas, et Ernest le frère de Delius. Protégé de la chaleur estivale excessive par la brise de la rivière et l'ombre des chênes, la maison était un lieu agréable à vivre. Delius portait peu d'attention à la gestion de la plantation d'orangers et continua à s’intéresser à la musique. Jacksonville avait une vie musicale riche, mais non orthodoxe pour un Européen. Randel note que dans les hôtels locaux les serveurs afro-américains faisaient également office de chanteurs, avec des concerts quotidiens pour les clients et les passants, faisant découvrir à Delius le negro spiritual. De plus, les armateurs encourageaient les matelots à chanter en travaillant. « Delius n'a jamais oublié les chants tels qu'il les entendait, portés clairs et doux à travers les eaux jusqu'à sa véranda à Solano Grove, quand un bateau à vapeur passait ; il est difficile d'imaginer des conditions moins propices à la culture des oranges — ou plus propices à la composition,. »
En Floride, Delius vit sa première composition publiée, une polka pour piano intitulée Zum Carnival. À la fin de 1885, il laissa un gardien s'occuper de Solano Grove et partit à Danville en Virginie. Par la suite, il poursuivit une carrière musicale à plein temps. Il publia l'annonce suivante dans le journal local : « Fritz Delius commence immédiatement à donner des cours de piano, violon, théorie et composition. Il donnera les cours dans la maison de ses élèves. Conditions raisonnables,. » Delius donnait également des cours de français et d'allemand. Danville avait une vie musicale prospère et ses premières œuvres y furent jouées publiquement.

### Leipzig et Paris

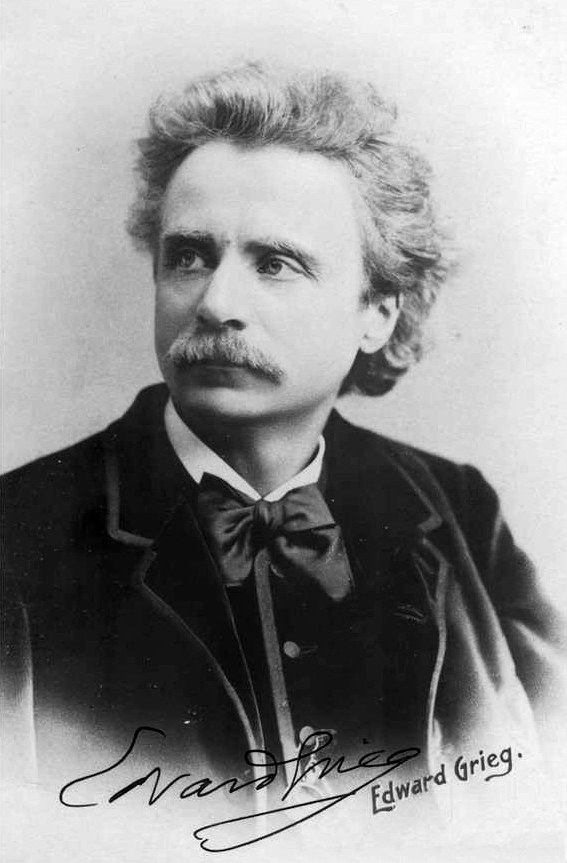
Edvard Grieg, qui a eu une forte influence sur les premières compositions de Delius.

En 1886, Julius Delius accepta de laisser son fils poursuivre une carrière musicale et lui paya officiellement des études de musique. Delius quitta Danville et retourna en Europe via New York, où il s'arrêta brièvement pour donner quelques leçons. De retour en Europe, il rentra au conservatoire de Leipzig en Allemagne. Leipzig était un centre musical majeur où Nikisch et Mahler étaient chefs d'orchestre à l'Opéra et Brahms et Tchaikovsky dirigeaient leurs propres œuvres au Gewandhaus. Au conservatoire, Delius fit peu de progrès dans ses études de piano avec Carl Reinecke, mais Salomon Jadassohn saluait son travail acharné et sa compréhension du contrepoint ; Delius repris également les cours avec Hans Sitt. Un des premiers biographes de Delius, le compositeur Patrick Hadley, observe qu'aucune trace de la scolarité académique de Delius ne peut être trouvée dans sa musique mature « excepté dans certains des passages les plus faibles,. » Encore plus important pour le développement de Delius fut sa rencontre à Leipzig, avec le compositeur Edvard Grieg. Grieg, comme Ward avant lui, reconnut le potentiel de Delius. Au printemps 1888, Sitt dirigea la Florida Suite de Delius, devant trois personnes : Grieg, Christian Sinding et le compositeur. Grieg et Sinding furent enthousiastes et devinrent de chauds partisans de Delius. Lors d'un dîner à Londres, en avril 1888, Grieg convainquit finalement Julius Delius, que le futur de son fils était dans la musique.
Delius quitta Leipzig en 1888, pour Paris où son oncle, Theodore, le prit sous son aile et s'occupa de lui socialement et financièrement. Durant les huit années suivantes, Delius se lia d'amitié avec de nombreux écrivains et artistes dont August Strindberg, Edvard Munch et Paul Gauguin. Il fréquenta peu de musiciens français bien que Florent Schmitt arrangeât la partition de piano des deux premiers opéras de Delius, Irmelin et The Magic Fountain (Ravel fera plus tard de même pour l'opéra vériste Margot la rouge). En conséquence, il ne devint jamais connu en France. Le biographe de Delius, Diana McVeagh, dit de ces années que Delius était considéré comme « attrayant, chaleureux, spontané, et affectueux. » Il est généralement admis que c'est pendant cette période qu'il attrapa la syphilis qui dégradera sa santé des années plus tard,.
Les années de Delius à Paris furent musicalement productives. Son poème symphonique Paa Vidderne fut joué à Christiania en 1891 et à Monte-Carlo en 1894. Gunnar Heiberg commanda à Delius la musique de scène pour sa pièce Folkeraadet en 1897. Le second opéra de Delius, The Magic Fountain, fut accepté pour être mis en scène à Prague, mais le projet échoua pour une raison inconnue. Il a également composé durant cette période l'ouverture fantaisie Over the Hills and Far Away (1895–97) et les variations orchestrales Appalachia (1896, réécrites en 1904 pour voix et orchestre).

### Premiers succès

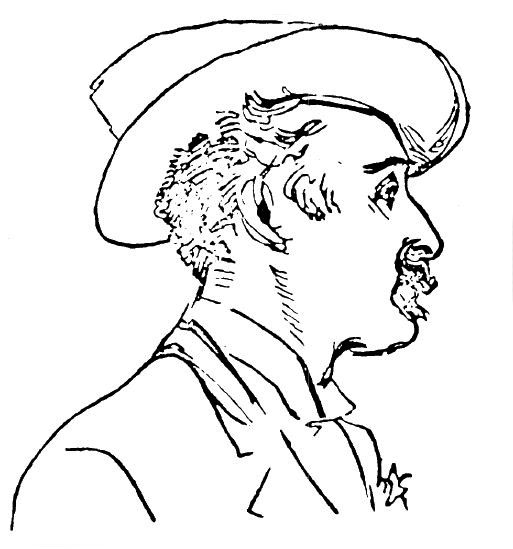
Delius en 1897 par Christian Krohg.

En 1897 Delius rencontre l'artiste-peintre allemande Jelka Rosen, qui deviendra plus tard sa femme. Amie d'Auguste Rodin, elle exposait régulièrement au Salon des indépendants. Jelka déclara rapidement son admiration pour la musique du jeune compositeur ; le couple se rapprocha grâce à une passion commune pour les œuvres du philosophe allemand Friedrich Nietzsche et pour la musique de Grieg. Jelka acheta une maison à Grez-sur-Loing, un village à quarante kilomètres de Paris, au bord de la forêt de Fontainebleau. Delius allait la voir dans cette maison, et après un bref retour en Floride, il s'installa avec elle. Ils se marièrent en 1903 et à part une courte période durant laquelle le village était menacé par l'avancée des Allemands durant la première Guerre mondiale, Delius vécut à Grez le reste de ses jours. Le mariage n'était pas conventionnel : tout d'abord Jelka était la propriétaire de la maison, ils n’eurent pas d'enfants et Delius n'était pas un mari fidèle. Jelka était souvent blessée par les incartades de son mari, mais elle lui fut toujours dévouée. 
La même année, Delius commença une collaboration fructueuse avec les adeptes allemands de sa musique : les chefs d'orchestre Hans Haym, Fritz Cassirer (en) et Alfred Hertz (en) à Elberfeld, et Julius Buths à Düsseldorf. Haym dirigea Over the Hills and Far Away, qu'il donna sous le titre allemand Über die Berge in die Ferne le 13 novembre 1897, ce fut peut-être la première fois que de la musique de Delius était jouée en Allemagne. En 1899, Alfred Hertz donna un concert Delius au St. James's Hall (en) à Londres, furent joués Over the Hills and Far Away, une pièce chorale, Mitternachtslied, et des extraits de l'opéra Koanga. Cette occasion fut une opportunité inhabituelle pour un compositeur inconnu, à une époque où les concerts orchestraux étaient rares à Londres. Malgré des critiques encourageantes, la musique de Delius ne fut plus jouée en Angleterre avant 1907.
L’œuvre orchestrale Paris: The Song of a Great City fut composée en 1899 et dédiée à Haym. Il donna la première à Elberfeld le 14 décembre 1901. Il provoqua quelques critiques de journaux locaux qui se plaignirent que le compositeur ait mis les spectateurs dans un bus pour les faire aller d'un lieu nocturne parisien à un autre, « mais il ne nous laisse pas entendre les mélodies harmonieuses tziganes dans les cafés du boulevard, seulement et toujours des cymbales et des tambourins et principalement de deux cabarets à la fois, » L’œuvre fut dirigée par Busoni à Berlin moins d'une année après.
La plupart des premières de Delius durant cette période furent données par Haym et ses collègues chefs d'orchestre allemands. En 1904, Cassirer créa Koanga et la même année le concerto pour piano fut donné à Elberfeld et Lebenstanz à Düsseldorf. Appalachia suivit, au même endroit, en 1905. Sea Drift (en) (une cantate aux paroles tirées d'un poème de Walt Whitman) fut joué pour la première fois à Essen en 1906 et A Village Romeo and Juliet à Berlin, en 1907. La réputation de Delius en Allemagne resta élevée jusqu’à la première Guerre mondiale ; en 1910 sa rhapsodie Brigg Fair (en) fut jouée par trente-six orchestres allemands différents.

### Réputation grandissante

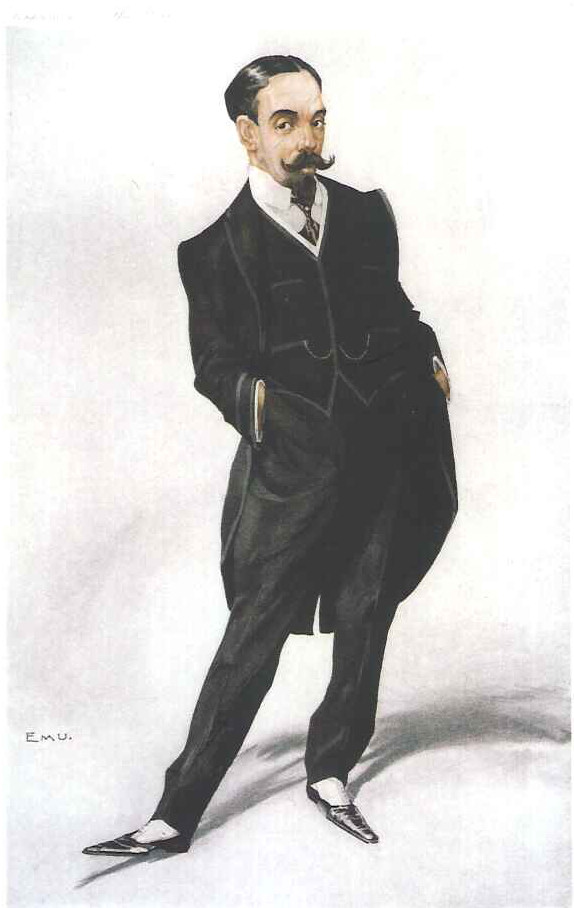
Caricature de Thomas Beecham en 1910.

Dès 1907, grâce à l’interprétation de ses œuvres dans de nombreuses villes allemandes, Delius était, comme Thomas Beecham le dit, « flottant en toute sécurité sur une vague de prospérité qui augmentait en cours d'année,. » Henry Wood dirigea la première de la révision du concerto pour piano de Delius cette année-là. Également en 1907, Cassirer dirigea quelques concerts à Londres et durant l'un d'entre eux, avec le New Symphony Orchestra de Beecham, il présenta Appalachia. Ce dernier, qui n'avait jamais entendu une note de Delius jusque-là, exprima son « émerveillement » et devint un fidèle à vie, de l'œuvre du compositeur. Juste quelques semaines après, à Liverpool. Plus tard cette année, Beecham introduit Brigg Fair au public londonien et Fernández Arbós présenta Lebenstanz.
En 1909, Beecham dirigea la première représentation complète de A Mass of Life, la plus grande et la plus ambitieuse œuvre de concert de Delius, écrite pour quatre solistes, double chœur et grand orchestre. Bien que la pièce fut basée sur la même œuvre de Nietzsche que Also sprach Zarathustra de Richard Strauss, Delius se distancia de l’œuvre de Strauss, qu'il considérait comme complètement ratée. Strauss n'était guère admirateur de Delius, comme il pouvait l'être en revanche d'Elgar ; il dit à Delius qu'il ne souhaitait pas diriger Paris : « le développement symphonique me semble trop maigre, et il semble d'ailleurs être une imitation de Charpentier,. »
Dans les premières années du XXe siècle, Delius composa certaines de ses œuvres les plus populaires, Brigg Fair (1907), In a Summer Garden (1908, révisé en 1911), Summer Night on the River (1911) et On Hearing the First Cuckoo in Spring (1912) que McVeagh commente ainsi : « ces idylles exquises, de descendance allemande et de résidence française, rappelle l’Angleterre pour la plupart des auditeurs,. » En 1910, Beecham mis en place une saison d'opéra au Royal Opera House à Londres. Jouissant de la considérable fortune de la famille Beecham, il ignora les considérations commerciales et programma plusieurs d’œuvres attirant potentiellement peu de spectateurs, dont A Village Romeo and Juliet. Les critiques furent polies, mais The Times, ayant loué la partie orchestrale de la partition, commenta : « M. Delius semble avoir remarquablement peu de sens d'écriture dramatique pour la voix,. » Les autres critiques furent d'accord sur le fait que la partition contenait des passages de grande beauté mais était inefficace concernant le drame,.

### Guerre et après-guerre
Durant la Première Guerre mondiale, Delius et Jelka quittèrent Grez pour échapper aux combats. Ils résidèrent alors dans le Sud de l'Angleterre où Delius continua à composer. En 1915, The Musical Times publia un profil de lui par son admirateur, le compositeur Philip Heseltine (connu comme « Peter Warlock »), qui commentait :

« Il n'occupe aucun poste officiel dans la vie musicale de son pays [c'est-à-dire la Grande-Bretagne] ; il n'enseigne dans aucune des Universités, il n'est même pas professeur honoraire ou docteur en musique. Il ne donne jamais de concert ou ne fait la promotion de sa musique ; il ne dirige jamais un orchestre, ni ne joue d'un instrument en public (même Berlioz jouait du tambourin !). »

Heseltine parlait de Delius comme un compositeur résolument concentré sur sa propre musique. « On ne peut pas voir de manière superficielle la musique de Delius : on la ressent au plus profond de soi ou on ne la ressent pas. C'est peut-être une partie de la raison pour laquelle on entend si rarement une interprétation vraiment de premier ordre des œuvres de Delius, excepté celles de Beecham,,. »
Une des œuvres majeures de Delius durant la guerre est son Requiem, « dédié à la mémoire de tous les jeunes artistes tombés durant la guerre. » L’œuvre ne reprend rien de la tradition liturgique chrétienne, évitant les notions de vie après la mort et la célébration, au lieu d'un renouvellement panthéiste de la nature. Lorsque Albert Coates présenta le requiem à Londres en 1922, son athéisme offensa quelques croyants. Cette attitude persista longtemps après la mort de Delius, le requiem ne fut pas joué une seconde fois au Royaume-Uni avant 1965 et dans le monde, ne fut exécuté que sept fois avant 1980. En Allemagne les représentations régulières des œuvres de Delius cessèrent après le début de la guerre et ne reprirent jamais. Cependant sa réputation auprès des musiciens du continent ne fut pas affectée ; Beecham note que Bartók et Kodály admiraient Delius et Kodály prit l'habitude d'envoyer ses compositions à Delius pour qu'il les commente et essaya de l’intéresser à la musique populaire hongroise et roumaine.

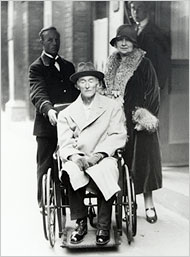
Jelka et Delius en 1929.

À la fin de la guerre, Delius et Jelka retournèrent à Grez. Delius avait commencé à montrer des signes de la syphilis qu'il avait probablement attrapée durant les années 1880. Il suivit des traitements dans différents cliniques à travers l'Europe, mais en 1922, il marchait avec deux cannes et en 1928, il était paralysé et aveugle. La prospérité d'avant-guerre ne revint pas : le traitement médical de Delius était une dépense supplémentaire, sa cécité l’empêchait de composer et ses royalties furent réduites par le manque de représentations continentales de sa musique. Beecham donnait une aide financière discrète et le compositeur et mécène musical Balfour Gardiner acheta la maison à Grez et permit à Delius et à Jelka d'y vivre gratuitement.
Beecham fuit temporairement des salles de concert et d'opéra entre 1920 et 1923, mais Coates donna la première représentation de A Song of the High Hills en 1920 et Henry Wood et Hamilton Harty programmèrent des œuvres de Delius avec les orchestres du Queen's Hall et du Hallé. Wood donna la première britannique du double concerto pour violon et violoncelle en 1920 et de A Song Before Sunrise et de la Dance Rhapsody no 2 en 1923. Delius eut un succès artistique et financier avec sa musique de scène pour la pièce Hassan (1923) de James Elroy Flecker avec 281 représentations au His Majesty's Theatre. Avec le retour de Beecham, le compositeur devint, selon Hadley, « ce que ses plus fervents admirateurs n'avaient jamais envisagé — un vrai succès populaire ». Hadley cite en particulier les festivals Delius de six jours au Queen's Hall en 1929, sous la direction générale de Beecham, en présence du compositeur dans son fauteuil roulant. « La crème de ses œuvres orchestrales avec et sans soliste fut jouée » et la salle était pleine. Beecham fut aidé pour l'organisation du festival par Philip Heseltine, qui écrivit les notes du programme détaillé pour trois des six concerts,. Le festival comprenait de la musique de chambre et des mélodies, un extrait de A Village Romeo and Juliet, les concertos pour piano et violon et les premières de Cynara et A Late Lark, avec en conclusion A Mass of Life.
Le critique musical du Manchester Guardian, Neville Cardus, rencontra Delius durant le festival. Il décrivit le naufrage du physique du compositeur cependant « il n'avait rien de pitoyable… son visage était solide et dédaigneux, chaque ligne gravée dessus par une vie intrépide. » Delius, remarqua Cardus, parlait avec un accent notable du Yorkshire alors qu'il rejetait la plupart de la musique anglaise comme du papier à musique qui ne devait jamais être entendu, écrit par des personnes afraid of their feelin's (effrayées par leurs sentiments).

### Dernières années

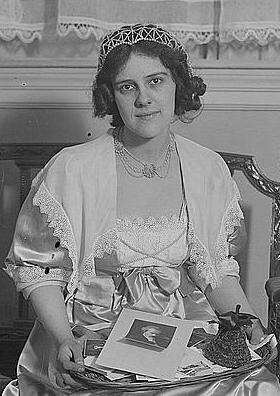
Beatrice Harrison, à qui Delius a dédié Caprice and Elegy.

Un jeune admirateur anglais, Eric Fenby, apprenant que Delius essayait de composer en dictant à Jelka, proposa ses services bénévoles comme copiste. Pendant cinq ans, à partir de 1928, il travailla avec Delius, notant sous la dictée ses nouvelles compositions et l'aidant à revoir ses premières œuvres. Ils produisirent ensemble l'opéra Cynara (une mise en musique du texte d'Ernest Dowson), A Late Lark (une mise en musique de W. E. Henley), A Song of Summer, une troisième sonate pour violon, le prélude Irmelin et Idyll (1932), qui réutilisait la musique de l'opéra Margot la rouge, composé trente ans plus tôt. McVeagh juge que leur meilleure production commune est The Songs of Farewell, une mise en musique de poèmes de Whitman pour chœur et orchestre, dédiée à Jelka. Durant cette période Delius composa également Caprice and Elegy pour violoncelle et orchestre écrit pour la violoncelliste britannique Beatrice Harrison, et une courte pièce orchestrale, Fantastic Dance, que Delius dédia à Fenby. La sonate pour violon incorpore la première, incompréhensible, mélodie que Delius avait essayé de dicter à Fenby avant que leur modus operandi se fut mis en place. L'échec initial de Fenby pour noter la mélodie laissa penser à Delius que le « garçon n'est pas bon… il ne peut même pas noter une mélodie simple,,. » Fenby écrira plus tard un livre sur son expérience de travail avec Delius. Parmi d'autres détails Fenby révèle la passion de Delius pour le cricket. Les deux suivirent les 1930 Test series (en) entre l’Angleterre et l'Australie avec grand intérêt et régalèrent une Jelka amusée de leurs exploits d'enfance dans ce sport.
La première œuvre d'un compositeur majeur entendue sur un enregistrement avant une représentation publique fut Air and Dance de Delius. Ce morceau fut composé en 1915, mais n'avait jamais été joué. En mai 1929, Heseltine persuada Beecham d'enregistrer l’œuvre ; la première représentation publique eut lieu en octobre, à l'Aeolian Hall.

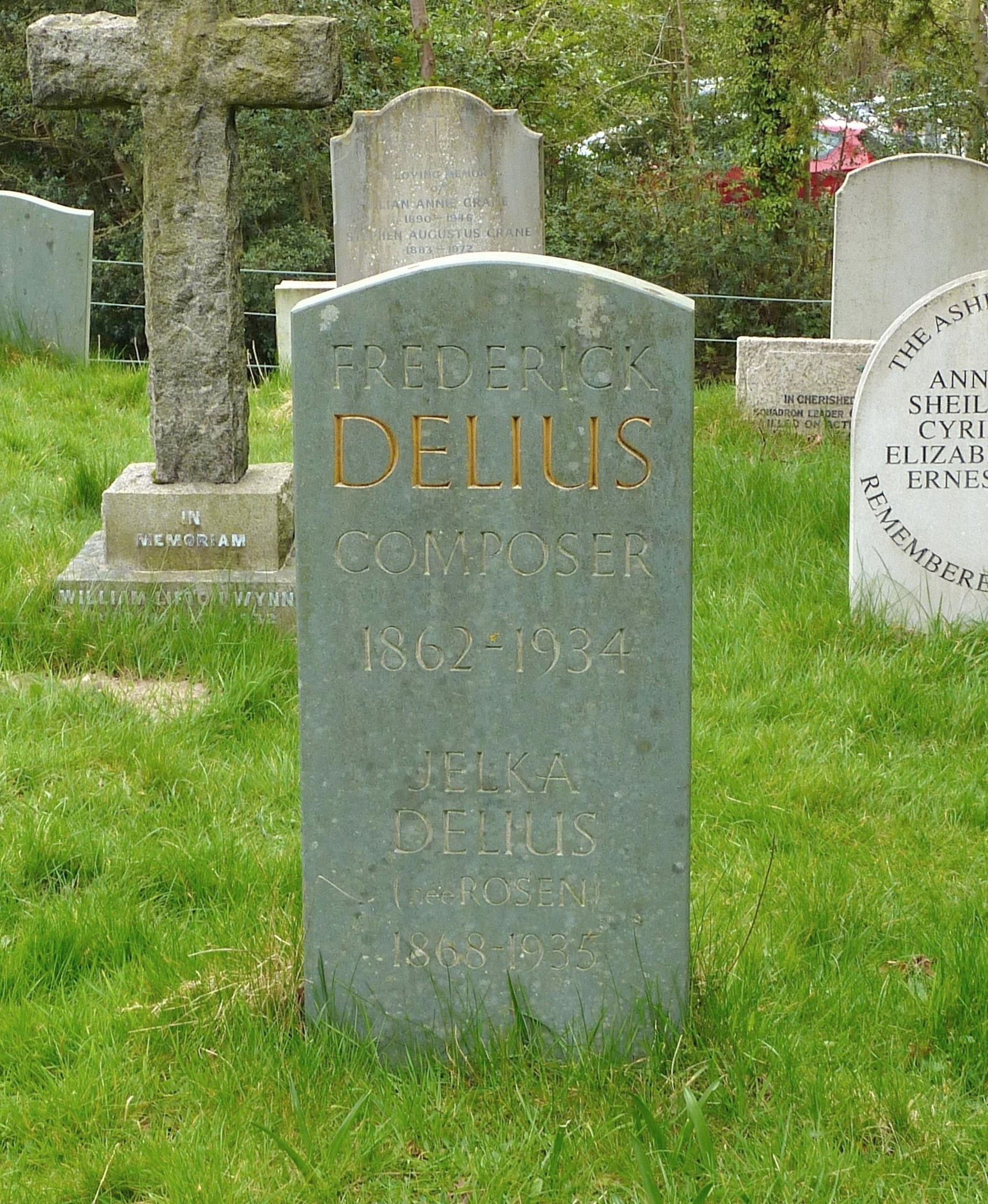
Tombe de Delius, église St Peter, Limpsfield, Surrey.

En 1933, l'année précédant la mort des deux compositeurs, Elgar, qui était allé à Paris pour diriger son concerto pour violon, rendit visite à Delius à Grez. Delius n'était pas, dans l’ensemble, un admirateur de la musique d'Elgar mais les deux hommes s'entendaient bien et ils eurent une correspondance chaleureuse jusqu'à la mort d'Elgar en février 1934. Elgar décrivait Delius comme « un poète et un visionnaire »,
Delius mourra à Grez, le 10 juin 1934, à l'âge de 72 ans. Il avait désiré être enterré dans son propre jardin mais les autorités françaises l’interdirent. Son souhait alternatif était qu'il fût enterré dans un « cimetière de campagne dans le sud de l'Angleterre, où les gens pourront mettre des fleurs sauvages, » À cette époque Jelka était trop malade pour faire le voyage à travers la Manche et Delius fut temporairement enterré dans le cimetière de Grez.
En mai 1935, Jelka considéra qu'elle avait assez de forces pour faire la traversée. L'église St Peter, Limpsfield, Surrey, fut choisie. Jelka tomba malade durant le voyage et à son arrivée fut emmenée à l'hôpital à Douvres puis à Kensington à Londres, manquant l'enterrement le 26 mai. La cérémonie eut lieu à minuit ; le titre du Sunday Dispatch était « Soixante personnes sous des lampes scintillantes dans un cimetière du Surrey », Le vicaire dit la prière suivante : « May the souls of the departed through the mercy of God rest in peace. » Jelka mourut deux jours plus tard le 28 mai. Elle fut enterrée dans la même tombe que Delius.
Sir Thomas Beecham, qui fut enterré d'abord ailleurs dans le Surrey en 1961, fut déplacé en 1991 près des Delius.

## Musique
Frederick Delius laisse environ 120 œuvres.

### Influences

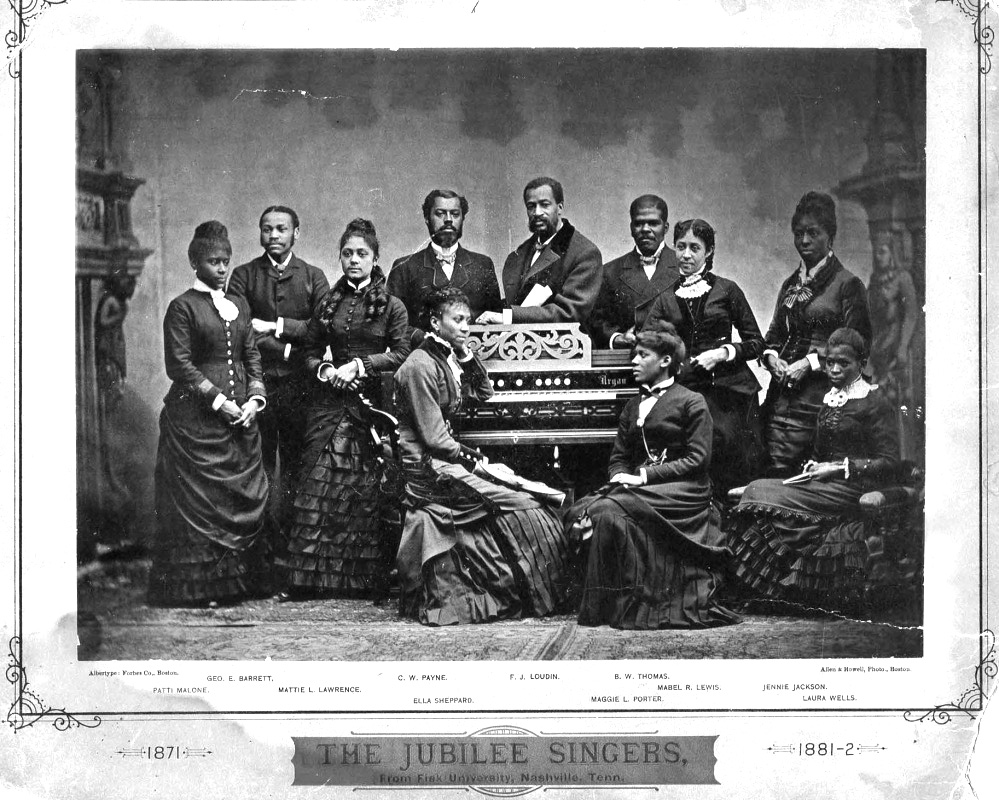
Les ' en 1882

Après le festival à Londres de 1929, le critique musical du times écrit que « Delius n’appartient à aucune école, ne suit aucune tradition et ne ressemble à aucun autre compositeur dans la forme, le contenu ou le style de sa musique,. » Ce « langage extrêmement individuel et personnel, » était, cependant, le produit d'un long apprentissage musical durant lequel le compositeur absorba de nombreuses influences. Les premières expériences significatives dans son développement artistique vinrent, Delius l'affirma plus tard, des sons des chants de la plantation portés à travers la rivière jusqu'à lui à Solano Grove. C'étaient ces chants, se confia-t-il à Fenby, qui les premiers lui donnèrent l'envie de s'exprimer en musique ; ainsi, écrit Fenby, nombre des premières œuvres de Delius « évoquent des hymnologies Negro et des chants populaires », un son « jamais entendu auparavant dans un orchestre, et rarement par la suite, » La familiarité de Delius avec la musique noire est peut-être antérieure à ses aventures américaines ; dans les années 1870, un groupe de chanteurs populaires, les Fisk Jubilee Singers (en) de Nashville, Tennessee, firent une tournée en Europe et en Grande-Bretagne, donnant plusieurs concerts bien accueillis à Bradford. Quand en 1933, Delius écrit à Elgar au sujet des « belles harmonies à quatre voix » des travailleurs noirs des plantations, il pourrait avoir fait inconsciemment allusion aux spirituals des Fisk.
À Leipzig, Delius devint un fervent disciple de Wagner, dont il chercha à maîtriser sa technique de musique en continu. La capacité à construire de longs paragraphes musicaux est, selon le spécialiste de Delius Christopher Palmer (en), la dette durable de Delius à Wagner, auprès duquel il avait également acquis la technique de chromatique harmonique, « une sensualité proliférante à l'infini du son,. » Grieg, cependant, fut peut-être le compositeur qui l'influença le plus. Le compositeur norvégien, comme Delius, trouva son inspiration première dans la nature et dans les mélodies populaires, et c'est le stimulus pour la saveur norvégienne qui caractérise une grande partie de la musique ancienne de Delius. Anthony Payne observe que « la texture aérée et non-développement de l'utilisation du chromatisme par Grieg montrèrent [à Delius] comment alléger le poids Wagnérien,. » Au début de sa carrière Delius s'inspira de Chopin, puis de ses propres contemporains Ravel et Richard Strauss,, et du plus jeune Percy Grainger, qui le premier apporta à l'attention de Delius l'air de Brigg Fair.
Selon Palmer, on peut affirmer que Delius tient son sens de la direction comme un compositeur de son contemporain français Claude Debussy. Palmer identifie des similitudes esthétiques entre les deux et pointe plusieurs caractéristiques communes. Les deux furent inspirés au début de leur carrière par Grieg, ils admiraient tous deux Chopin ; ils étaient également liés par leurs descriptions musicales de la mer et par l'utilisation de chants sans parole. L'ouverture de Brigg Fair est décrite par Palmer comme « peut-être l'instant le plus debussyste de Delius,. » Debussy, dans une critique de Two Danish Songs pour soprano et orchestre de Delius, données en concert le 16 mars 1901, écrit : « Elles sont très douces, très pâles – de la musique pour apaiser les convalescents dans les quartiers aisés,. » Delius admirait le compositeur français, mais pensait que ses œuvres manquaient de mélodie,,. Fenby, en revanche, attire l'attention sur : « les envolées de prose poétique et mélodique  » de Delius tout en admettant que le compositeur méprisait le goût du public, « donnant au public ce qu'il voulait » sous la forme de jolis airs.

### Développement stylistique
Au début conventionnel, Delius développa au cours de sa carrière un style facilement reconnaissable et selon Payne « différent du travail de tout autre,. » Alors qu'il trouve progressivement sa voix, Delius remplace les méthodes développées durant son enfance créative par un style plus mûr dans lequel Payne discerne « une richesse croissante de la structure des accords, entraînant avec elle ses propres moyens subtils de contraste et de développement,. » Hubert Foss (en), l'éditeur musical d’Oxford University Press durant les années 1920 et 1930, écrit que plutôt que de créer sa musique à partir des possibilités connues des instruments, Delius « pensait d'abord au son  » et cherchait ensuite les moyens pour produire ce son. La maturité stylistique de Delius date d'environ 1907 quand il commence à composer une série d’œuvres sur lesquelles repose principalement sa réputation. Dans les œuvres plus mûres Foss observe le rejet croissant de Delius des formes conventionnelles comme la sonate ou le concerto ; la musique de Delius, commente-t-il, n'est « certainement pas architecturale ; plus proche de la peinture, en particulier du pointillisme »,. L'analogie à la peinture est reprise par Cardus.

#### Vers la reconnaissance
Les premières compositions orchestrales de Delius, étaient selon Christopher Palmer (en), l’œuvre « d'un aquarelliste fade mais charmant,. » La Florida Suite (1887, revue en 1889) est « une synthèse artisanale de qualité de Grieg et des chants nègres américains, », alors que le premier opéra de Delius Irmelin (1890–92) ne contient aucun passage typiquement identifiable au style de Delius. Son harmonie et sa modulation sont conventionnels et l’œuvre porte clairement l'empreinte de Wagner et de Grieg. Payne affirme qu'aucune œuvre antérieure à 1895 n'est intéressante.
La première avancée stylistique notable est évidente dans Koanga (1895–97), avec ses accords plus riches et ses rythmes harmoniques plus rapide ; ici nous trouvons Delius « tâtonnant vers la veine qu'il allait bientôt exploiter si sûrement,. » Dans Paris (1899), l'orchestration a une dette envers Richard Strauss ; ses passages d'une beauté tranquille, selon Payne, manquent néanmoins de l’implication personnelle profonde des œuvres suivantes. Paris, la dernière œuvre des années d'apprentissage de Delius, est décrite par Foss « comme une des plus complètes, si ce n'est pas la plus grande des peintures musicales de Delius,. »

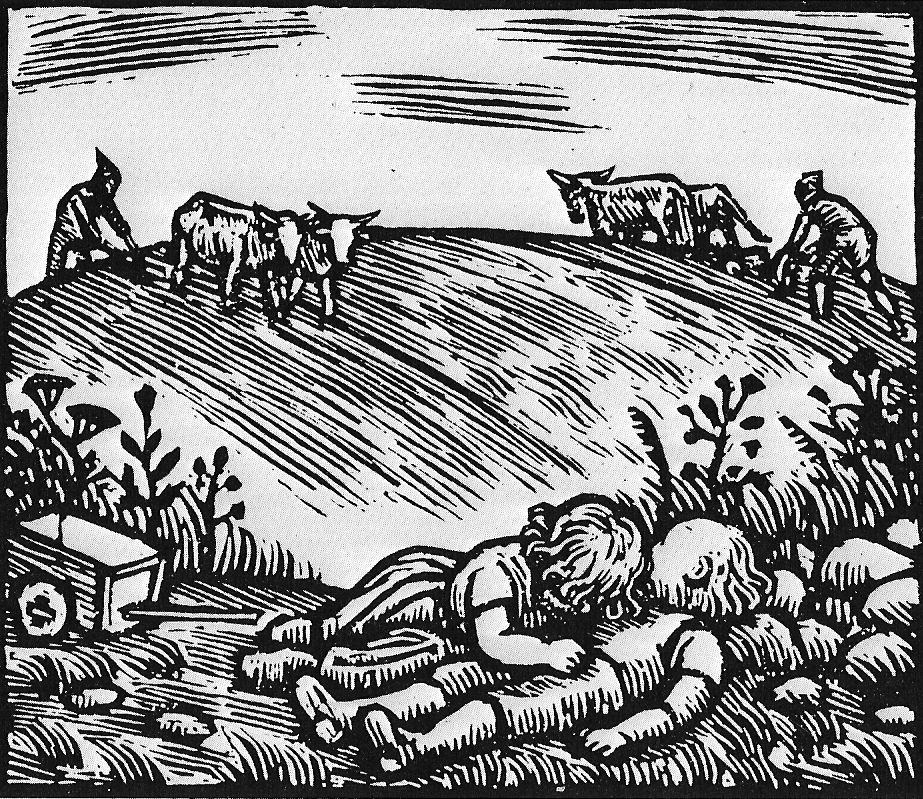
Illustration en gravure sur bois (1919) des jeunes amants de l'histoire originelle de Gottfried Keller, qui deviendra l'opéra de Delius A Village Romeo and Juliet.

Dans toutes les œuvres majeures composées les années suivant Paris, Delius combine l’orchestre et les voix. La première de celles-ci est A Village Romeo and Juliet, un drame musical qui utilise la structure en actes et en scènes normale des opéras et qui raconte l'histoire de l’amour tragique dans une série de tableaux. Musicalement il montre une avancée considérable en termes de style par rapport aux premiers opéras des années d'apprentissage. L'entracte, connu sous le nom de The Walk to the Paradise Garden est décrit par Heseltine « comme montrant toute la beauté tragique de la mortalité… concentrée et répandue dans une musique d'une grandeur poignante, presque intolérable,. » Dans cette œuvre Delius commence à atteindre la texture sonore qui caractérisera ses œuvres ultérieures. La musique de Delius est souvent supposée manquer de mélodie et de forme. Cardus soutient que la mélodie, tout en n'étant pas un facteur essentiel, est ici abondante, « flottant et se tissant dans la trame de l'harmonie remuante  » — une caractéristique partagée selon Cardus uniquement par Debussy.
L’œuvre suivante de Delius, Appalachia, introduit une nouvelle caractéristique qui sera récurrente dans les œuvres suivantes — l'utilisation de la voix instrumentalement avec des chants sans paroles, dans ce cas représentant les chants des plantations distantes qui inspirèrent Delius à Solano Grove. Bien que Payne affirme que Appalachia ne montre seulement qu'une avancée technique limitée, Fenby identifie un passage orchestral comme la première expression de l'idée de Delius de « la fugacité de toutes les choses mortelles reflétée dans la nature. » Par la suite, les œuvres entières plutôt que de brefs passages seront imprégnés de cette idée. La phase transitionnelle de la carrière du compositeur se termine avec trois autres œuvres vocales : Sea Drift (en) (1903), A Mass of Life (1904–05) et Songs of Sunset (en) (1906–07). Payne salue chacune d'entre elles comme chef-d'œuvre, dans lesquels le style de Delius a du mal à émerger dans sa pleine maturité. Fenby décrit A Mass of Life comme à l'extérieur de la progression générale du travail de Delius, « une vaste parenthèse », différente de tout ce qu'il a écrit, mais néanmoins un élément essentiel dans son développement.

#### Plein épanouissement
Brigg Fair (1907) annonce la pleine maturité stylistique du compositeur, la première des pièces pour petit orchestre qui confirme le statut de poète musical de Delius, avec les influences de Wagner et de Grieg presque entièrement absentes. Cette œuvre est suivie les années suivantes par In a Summer Garden (1908), Life's Dance (1911), Summer Night on the River (1911) et En entendant le premier coucou au printemps (1912). Le critique R.W.S. Mendl décrit cette suite de morceaux comme « d'exquises études de la nature », avec une unité et une forme manquantes dans les premiers poèmes de ton formel. Ces œuvres entrèrent dans le répertoire standard de concert anglais et aidèrent à établir le caractère de la musique de Delius dans l'esprit des habitués anglais de concert, bien que selon Ernest Newman la concentration sur ces œuvres, au détriment de sa production plus vaste, a peut-être fait à Delius autant de mal que de bien. Le son orchestral typique de Delius est apparent dans ces œuvres suivantes avec la division des cordes en dix sections ou plus, ponctuées par des commentaires et des décorations d'instruments à vent. Dans North Country Sketches en 1913–14, Delius divise les cordes en douze parties et les harpes, les cors, les clarinettes et les basons évoquent une scène d'hiver sans vie. Selon Payne, Sketches atteint un sommet des talents de composition de Delius bien que Fenby y joigne le plus tardif Eventyr (Once Upon a Time) (1917).
Durant cette période Delius ne se confina pas aux œuvres purement orchestrales ; il composa son dernier opéra, Fennimore and Gerda (1908–10), comme A Village Romeo and Juliet écrit sous la forme de tableaux, mais dans un style plus mûr. Ses œuvres chorales de cette période, en particulier An Arabesque (1911) et A Song of the High Hills (1911) font partie des compositions les plus radicales de Delius avec leurs juxtapositions d'accords indépendants. A Song of the High Hills, entièrement sans paroles, fait partie des œuvres chorales les plus difficiles selon Heseltine. Après 1915, Delius tourna son attention vers les traditionnels sonates, musiques de chambres et concertos, qu'il avait largement délaissés depuis ses années d'apprentissage. Parmi ces pièces Payne en met en avant deux : le concerto pour violon (1916), comme un exemple par lequel, écrivant dans un genre qui ne lui est pas familier, Delius reste fidèle à lui-même dans son style ; et la sonate pour violoncelle de 1917 qui devint un triomphe mélodique. Le verdict de Cardus est cependant que la musique de chambre de Delius et ses concertos sont en grande partie des échecs. Après 1917, selon Payne, il y a une détérioration générale, à la fois en quantité et en qualité des compositions de Delius alors que la maladie s'empare de lui bien que Payne sauve de la condamnation la musique de scène d’Hassan (1920–23),.

#### Phase finale
L'association durant quatre ans avec Fenby à partir de 1929 produisit deux œuvres majeures et plusieurs pièces plus petites, souvent tirées de musiques inédites du début de la carrière de Delius. La première de ces œuvres majeures est A Song of Summer, basée sur des esquisses que Delius avait auparavant rassemblées sous le titre A Poem of Life and Love. En dictant le  nouveau commencement de ce travail Delius demanda à Fenby de « s'imaginer que nous sommes assis en haut d'une falaise dans la bruyère, contemplant la mer,. » Ceci ne signifie pas, dit Fenby, que la dictée était calme et tranquille ; l'ambiance était généralement frénétique et éprouvante. L'autre œuvre majeure, une mise en musique de poèmes de Walt Whitman avec le titre Songs of Farewell, fut une perspective encore plus alarmante pour Fenby : « la complexité de penser en tant de parties, souvent toutes en même temps ; les problèmes de l'équilibre orchestral et vocal ; la zone plus vaste de malentendus possibles… » combinèrent à laisser Delius et son aide épuisés après chaque session de travail — pourtant ces deux œuvres furent prêtes à être jouées en 1932. Concernant la musique de cette dernière œuvre vocale, Beecham parle de cette « vigueur dure, mâle, rappelant l'humeur et la fibre de certains des grands passages de A Mass of Life,. » Payne décrit l’œuvre comme vivifiante et exultante, avec par endroits une clarté presque Holstienne,.

### Réception
La reconnaissance vint tard pour Delius. Avant 1899, alors qu'il avait déjà trente-sept ans, son œuvre était en grande partie non publiée et inconnue du public. Quand le poème symphonique Paa Vidderne fut joué à Monte-Carlo le 25 février 1894 dans un programme d’œuvres de compositeurs anglais, The Musical Times liste les compositeurs de la manière suivante : « […] Balfe, Mackenzie, Oakeley, Sullivan… et Delius, qui que cela puisse être. » L’œuvre fut bien reçue à Monte Carlo et apporta au compositeur une lettre de félicitations de la Princesse Alice de Monaco, mais cela n’amena pas d'autres demandes de représentations d’œuvres de Delius. Certaines de ses chansons (il en composa plus de soixante) faisaient occasionnellement parties de récitals vocaux ; « en parlant des étranges chansons de Fritz Delius », le critique du The Times regrettait que les « pouvoirs que le compositeur possède sans aucun doute ne soit pas utilisés de meilleure façon ou ne subissent le bon développement d'un musicien compétent qui les formeraient ,. »
Lors du concert de mai 1899 au St. James's Hall (en) de Londres, le critique de The Musical Times remarqua la crudité de certaines musiques, mais loua « l'audace de la conception et la force virile qui commande et maintient l'attention,. » Beecham, cependant, note que même si « ce spectacle fut justement acclamé », et malgré toute l'impulsion qu'il donne aux futures représentations des œuvres de Delius, il n'aurait jamais pu se produire ; aucune des musiques qui furent jouées ne furent entendues en Angleterre une nouvelle fois avant de nombreuses années. Delius fut bien mieux reçu en Allemagne où une série réussie de représentations menèrent à ce que Beecham décrit comme une mode de Delius, « en second seulement après celle de Richard Strauss,. »En Angleterre, une représentation du concerto pour piano le 22 octobre 1907 au Queen's Hall, a été saluée pour son brillant soliste, Theodor Szántó (en), et pour la puissance de la musique elle-même. À partir de ce moment-là, la musique de Delius fut de plus en plus familière au public britannique et européen, alors que les représentations de ses œuvres se multipliaient. La présentation de Beecham de A Mass of Life au Queen's Hall en juin 1909 n'inspira pas Hans Haym, qui était venu d'Elberfeld pour le concert, bien que Beecham affirme que de nombreux musiciens amateurs et professionnels trouvèrent l’œuvre comme « la plus impressionnante et originale de son genre des cinquante dernières années,. » Certains critiques, néanmoins, doutaient de l'attrait populaire de la musique de Delius, tandis que d'autres y étaient plus particulièrement hostiles,.
À partir de 1910, la musique de Delius commença à être jouée aux États-Unis : Brigg Fair et In a Summer Garden furent jouées en 1910–11 par le New York Philharmonic Orchestra sous la direction de Walter Damrosch. En novembre 1915 Grainger donna la première interprétation américaine du concerto pour piano, encore avec le New York Philharmonic. Le critique du New York Times décrit l’œuvre comme inégale ; riche harmonieusement mais combinant des couleurs et de la beauté avec « des effets d'une maladresse presque grossière et laids,. »
Pour le reste de sa vie, les pièces les plus populaires de Delius furent jouées en Angleterre et à l’étranger, souvent sous le parrainage de Beecham, qui fut le premier responsable du festival Delius en octobre–novembre 1929. Dans un commentaire rétrospectif sur le festival le critique de The Times parle de salles combles et d'un enthousiasme apparent pour une musique « qui n'a joui jusqu'à maintenant d'aucun engouement particulièr », mais se demande si cette nouvelle acceptation est fondée sur une base solide. Après la mort de Delius, Beecham continua à promouvoir ses œuvres ; un deuxième festival eut lieu en 1946 et un troisième – après la mort de Beecham – à Bradford en 1962, pour célébrer le centenaire de la naissance de Delius. Ces occasions firent face à une indifférence générale à la musique ; parlant de ce centenaire, le musicologue Deryck Cooke a estimé  qu'à l'époque, « se déclarer un Delian confirmé est à peine moins auto-diffamatoire que d'admettre être un toxicomane de la cocaïne et de la marijuana,. »
Beecham mourut en 1961, et Fenby écrit qu'il « semblait que pour beaucoup, rien ne pourrait sauver la musique de Delius de l'oubli », tant était unique la maitrise du chef d'orchestre sur la musique de Delius. Cependant d'autres chefs d'orchestre avaient continué à prendre parti pour Delius, et depuis l'année du centenaire la Delius Society a poursuivi le but de « développer une meilleure connaissance de la vie de l’œuvre de Delius,. » 
La musique n'est jamais devenue à la mode, cependant, un fait souvent reconnu par les promoteurs et les critiques. En 1991 le texte d'accompagnement de l'enregistrement Naxos du concerto pour violon termine par : « Delius est maintenant démodé, car notre époque ne favorise pas l'art qui n'est jamais vulgaire, jamais strident,. » Dans un commentaire sur le concert du BBC Symphony Orchestra d'octobre 2010 d’œuvres d'Elgar et de Delius au Barbican Centre, le critique David Nice observe qu’alors qu'Elgar est en vogue, Delius est « désespérément démodé,. » À l'hypothèse que la musique de Delius est d'un « goût acquis », Fenby répond : « La musique de Delius n'est pas d'un goût acquis. Soit on aime ce moment où on l'entend pour la première fois, soit le son de cette musique est pour toujours désagréable. C'est un art qui ne sera jamais apprécié par la majorité, mais qui sera toujours aimé et aimé chèrement par quelques-uns,. » Écrivant en 2004 pour le soixante-dixième anniversaire de la mort de Delius, le journaliste du Guardian Martin Kettle, se rappelle Cardus soutenant en 1934 que Delius était un compositeur unique, par sa technique et par son émotivité. Bien qu'il se détournait du formalisme classique, il était faux selon Cardus de voir Delius simplement « comme un impressionniste ou un faiseur de musique de programme. » Cardus écrit que sa musique « rappelle l'émotion dans la tranquillité… Delius nous rappelle toujours que la beauté est née par la contemplation a posteriori,. »

## Mémoriaux et héritage

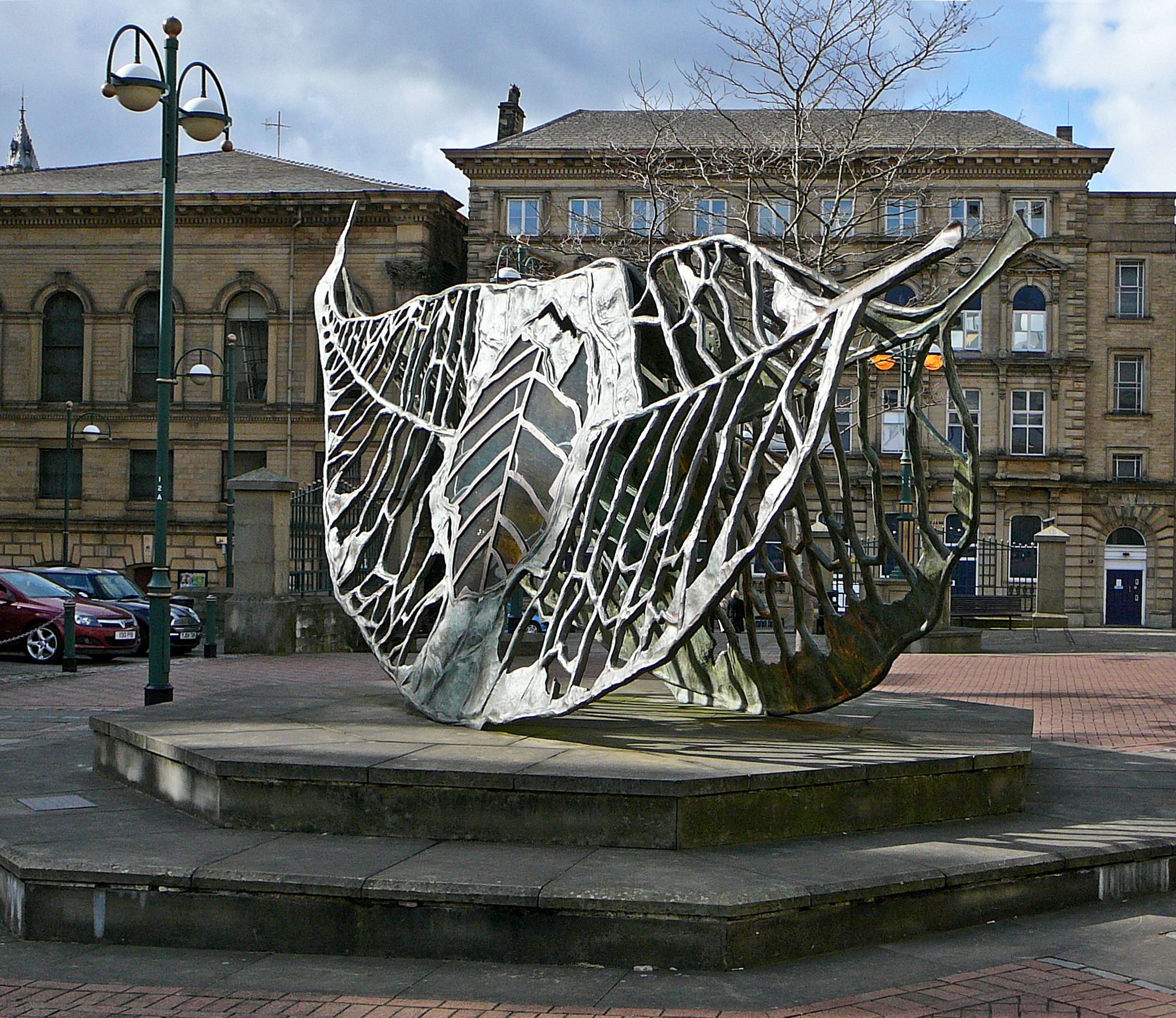
La sculpture A Quatrefoil for Delius de Amber Hiscott, inaugurée en l'honneur de Delius, Exchange Square, Bradford, le 23 novembre 1993.

Juste avant sa mort Delius prépara un codicille à son testament par lequel les redevances sur les représentations futures de sa musique seraient utilisées pour soutenir un concert annuel des œuvres de jeunes compositeurs. Delius mourra avant que cette disposition puisse être légalement mise en place ; selon Fenby Beecham persuada alors Jelka dans son propre testament d'abandonner l'idée de concert et d'attribuer les redevances à l'édition et l’enregistrement des œuvres principales de Delius. Après la mort de Jelka en 1935 la Fondation Delius fut créée pour superviser cette tâche. Tel que stipulé dans le testament de Jelka la fondation opérera largement sous la direction de Beecham. Après la mort de Beecham en 1961 des conseillers furent nommés pour aider les administrateurs, et en 1979 l'administration de la Fondation fut prise en charge par le Musicians' Benevolent Fund (en). Avec les années les objectifs de la Fondation ont été étendus pour promouvoir la musique d'autres compositeurs contemporains de Delius. La Fondation a coparrainé le Royal Philharmonic Society Composition Prize pour jeunes compositeurs de 2010.
En 1962, des amateurs de Delius qui s'étaient rendus à Bradford pour le centenaire créèrent la Delius Society ; Fenby devint son premier président. Avec environ quatre-cents membres la Delius Society est indépendante de la Fondation mais travaille étroitement avec elle. Ses objectifs principaux sont l'avancement des connaissances de la vie et des œuvres de Delius et l'encouragement de spectacles et enregistrements. En 2004, pour stimuler l'étude et l'interprétation de la musique de Delius par les jeunes musiciens la Society créa un concours annuel doté d'un prix de 1 000 £ pour le vainqueur. En juin 1984, au Grand Theatre (Leeds), la Fondation Delius a parrainé une production commémorative de A Village Romeo and Juliet par Opera North, pour marquer le cinquantenaire de la mort de Delius.
L'intérêt du public pour la vie de Delius, fut stimulé au Royaume-Uni, par la diffusion par la BBC du film de Ken Russell Song of Summer (en) en 1968. Le film parle des années de collaboration entre Delius et Fenby ; Fenby ayant coécrit le scénario avec Russell. Max Adrian joue Delius, Christopher Gable Fenby et Maureen Pryor (en) Jelka,. La chanson de Kate Bush Delius (Song of Summer), la deuxième face de son disque Army Dreamers de 1980, est une appréciation du compositeur comme dépeint dans le film de Russell,.
Aux États-Unis, un petit mémorial a été installé à Solano Grove. La Delius Association of Florida a durant plusieurs années, organisé un festival à Jacksonville pour l'anniversaire du compositeur. Le département musical de l'Université de Jacksonville remet annuellement un prix de composition en l'honneur de Delius.
En février 2012, Delius fut un des dix britanniques éminents honorés par la Royal Mail, avec les timbres Britons of Distinction.
Beecham souligne le rôle de Delius comme novateur : « Le meilleur de Delius se trouve sans aucun doute dans les œuvres où il méconnaissait les traditions classiques et créait ses propres formes,. » Fenby en fait écho : « Les personnes qui comptent vraiment sont celles qui découvrent de nouvelles façons de rendre nos vies plus belles. Frederick Delius était un tel homme,. » Palmer écrit que le véritable héritage de Delius est la capacité de sa musique à inspirer l'envie de créativité chez ses auditeurs et à améliorer leur prise de conscience des merveilles de la vie. Palmer conclut en invoquant le poème de George Eliot The Choir Invisible : « Frederick Delius… belongs to the company of those true artists for whose life and work the world is a better place to live in, and of whom surely is composed, in a literal sense, the choir invisible/Whose music is the gladness of the world ».

## Enregistrements
Le premier enregistrement des œuvres de Delius en 1927, fut dirigé par Beecham pour Columbia label : l'interlude Walk to the Paradise Garden de A Village Romeo and Juliet et On Hearing the First Cuckoo in Spring, interprétés par l'orchestre de la Royal Philharmonic Society. Cet enregistrement fut le premier d'une longue série d'enregistrements dirigés par Beecham, qui les poursuivit le reste de sa vie. Il ne fut pas le seul cependant ; Geoffrey Toye en 1929–30, enregistra Brigg Fair, In a Summer Garden, Summer Night on the River et Walk to the Paradise Garden. Fenby se rappelle que lors de son premier jour à Grez, Jelka écouta l'enregistrement de First Cuckoo par Beecham. En mai 1934, alors que Delius était proche de la mort, Fenby écouta In a Summer Garden de Toye, la dernière musique selon fenby que Delius écouta. À la fin des années 1930 Beecham avait enregistré pour Columbia la plupart des principales œuvres orchestrales et chorales avec plusieurs chants où il accompagnait au piano la soprano Dora Labbette (en). En 1936, Columbia et HMV avaient sortis des enregistrements des sonates pour violon nos 1 et 2, de l’Elegy and Caprice et d'autres pièces plus courtes.
Les enregistrements complets des opéras ne furent pas disponibles avec la Seconde Guerre Mondiale. Une fois encore Beecham, maintenant avec HMV, ouvrit la voie avec A Village Romeo and Juliet en 1948, interprété par le Royal Philharmonic Orchestra and Chorus. D'autres versions de cette œuvre furent par la suite enregistrées par Meredith Davies pour EMI en 1971, Charles Mackerras pour Argo en 1989 et une version en allemand par Klauspeter Seibel (en) en 1995. L'ancien protégé de Beecham Norman Del Mar enregistra une version complète d’Irmelin pour BBC Digital en 1985. En 1997, EMI ressortit l'enregistrement de 1976 de Meredith Davies de Fennimore and Gerda avec Richard Hickox dirigeant la même année en allemand pour Chandos. Des enregistrements de toutes les œuvres majeures et plusieurs chants ont été édités régulièrement depuis la Seconde Guerre mondiale. Plusieurs de ces enregistrements ont été édités avec la participation de la Delius Society qui a préparé plusieurs discographies de la musique enregistrée de Delius.

### Citations
1. ↑  « shanty. »
2. ↑  « Delius never forgot the singing as he heard it, day or night, carried sweet and clear across the water to his verandah at Solano Grove, whenever a steam-ship passed; it is hard to imagine conditions less conducive to cultivating oranges—or more conducive to composing. »
3. ↑  « Fritz Delius will begin at once giving instruction in Piano, Violin, Theory and Composition. He will give lessons at the residences of his pupils. Terms reasonable. »
4. ↑  « except in certain of the weaker passages. »
5. ↑  « Domiciled in France for nearly three decades, in Paris his name is a blank among the ordinary concert-goers and a curiosity among musicians. In cultivating music lovingly in his quiet riverside home at Grez, he fatally omitted to cultivate the musicians of the capital: the result is an artistic ostracism as rigid as only the injured vanity of Parisian art-circles can decree it. »
6. ↑  « European snobbery still prevailed, especially in France, where as late as the 1970s Nadia Boulanger claimed never to have heard of Delius. »
7. ↑  « was found to be attractive, warm-hearted, spontaneous, and amorous. »
8. ↑  « but he does not let us hear the tuneful gypsy melodies in the boulevard cafés, always just cymbals and tambourine and mostly from two cabarets at the same time at that. »
9. ↑  « floating safely on a wave of prosperity which increased as the year went on. »
10. ↑  « the symphonic development seems to me to be too scant, and it seems moreover to be an imitation of Charpentier. »
11. ↑  « These exquisite idylls, for all their composer's German descent and French domicile, spell 'England' for most listeners. »
12. ↑  « Mr. Delius seems to have remarkably little sense of dramatic writing for the voice. »
13. ↑  « There can be no superficial view of Delius's music: either one feels it in the very depths of one's being, or not at all. This may be a part of the reason why one so seldom hears a really first-rate performance of Delius's work, save under Mr. Beecham. »
14. ↑  « to the memory of all young Artists fallen in the war. »
15. ↑  « what his most fervent admirers had never envisaged—a genuine popular success. »
16. ↑  « [T]he cream of his orchestral output with and without soli and chorus was included. »
17. ↑  « there was nothing pitiable about him... his face was strong and disdainful, every line graven on it by intrepid living. »
18. ↑  « [the] boy is no good... he cannot even take down a simple melody. »
19. ↑  « It starts with a theme out of the Parcival Prelude a little altered. The slow movement is a theme out of Verdi's Requiem a little altered. The rest is Mendelssohn and Brahms, thick and without the slightest orchestral charm—gray—and they all shout 'Masterwork'! »
20. ↑  « a poet and a visionary. »
21. ↑  « in some country churchyard in the south of England, where people could place wild flowers. »
22. ↑  « Sixty People Under Flickering Lamps In A Surrey Churchyard. »
23. ↑  « belongs to no school, follows no tradition and is like no other composer in the form, content or style of his music. »
24. ↑  « extremely individual and personal idiom. »
25. ↑  « redolent of Negro hymnology and folk-song. »
26. ↑  « not heard before in the orchestra, and seldom since. »
27. ↑  « beautiful four-part harmonies. »
28. ↑  « an endlessly proliferating sensuousness of sound. »
29. ↑  « airy texture and non-developing use of chromaticism showed [Delius] how to lighten the Wagnerian load. »
30. ↑  « perhaps the most Debussian  moment in Delius. »
31. ↑  « They are very sweet, very pale – music to soothe convalescents in well-to-do neighbourhoods. »
32. ↑  « flights of melodic poetic-prose. »
33. ↑  « giving the public what they wanted. »
34. ↑  « unlike the work of any other. »
35. ↑  « an increasing richness of chord structure, bearing with it its own subtle means of contrast and development. »
36. ↑  « thought the sounds first. »
37. ↑  « certainly not architectural; nearer to painting, especially to the pointilliste style of design. »
38. ↑  « an insipid if charming water-colourist. »
39. ↑  « feeling his way towards the vein that he was soon to tap so surely. »
40. ↑  « one of the most complete, if not the greatest, of Delius's musical paintings. »
41. ↑  « all the tragic beauty of mortality... concentrated and poured forth in music of overwhelming, almost intolerable poignancy. »
42. ↑  « floating and weaving itself into the texture of shifting harmony. »
43. ↑  « the transitoriness of all mortal things mirrored in nature. »
44. ↑  « a vast parenthesis. »
45. ↑  « exquisite nature studies. »
46. ↑  « imagine that we are sitting on the cliffs in the heather, looking out over the sea. »
47. ↑  « the complexity of thinking in so many strands, often all at once; the problems of orchestral and vocal balance; the wider area of possible misunderstandings… »
48. ↑  « hard, masculine vigour, reminiscent in mood and fibre of some of the great choral passages in A Mass of Life. »
49. ↑  « bracing and exultant, with in places an almost Holstian clarity. »
50. ↑  « the strange songs of Fritz Delius. »
51. ↑  « that the powers the composer undoubtedly possesses should not be turned to better account or undergo proper development at the hands of some musician competent to train them. »
52. ↑  « boldness of conception and virile strength that command and hold attention. »
53. ↑  « fair show of acclaim. »
54. ↑  « second only to that of Richard Strauss. »
55. ↑  « the most impressive and original achievement of its genre written in the last fifty years. »
56. ↑  « of an almost crass unskillfulness and ugliness. »
57. ↑  « music which hitherto has enjoyed no exceptional vogue. »
58. ↑  « to declare oneself a confirmed Delian is hardly less self-defamatory than to admit to being an addict of cocaine and marihuana. »
59. ↑  « seemed to many then that nothing could save Delius's music from extinction. »
60. ↑  « develop[ing] a greater knowledge of the life and works of Delius. »
61. ↑  « Delius is now out of fashion, for our times do not favour art that is never vulgar, never strident. »
62. ↑  « desperately out of fashion. »
63. ↑  « acquired taste. »
64. ↑  « The music of Delius is not an acquired taste. One either likes it the moment one first hears it, or the sound of it is once and for ever distasteful to one. It is an art which will never enjoy an appeal to the many, but one which will always be loved, and dearly loved, by the few. »
65. ↑  « a tone-painter, an impressionist or a maker of programme music. »
66. ↑  « recollects emotion in tranquillity... Delius is always reminding us that beauty is born by contemplation after the event. »
67. ↑  « The best of Delius is undoubtedly to be found in those works where he disregarded classical traditions and created his own forms. »
68. ↑  « the people who really count are those who discover new ways of making our lives more beautiful. Frederick Delius was such a man. »